# Société historique du Saguenay
La Société historique du Saguenay est une société d'histoire régionale visant à acquérir, traiter, conserver et diffuser des archives privées du territoire du Saguenay et de la MRC du Fjord-du-Saguenay au Canada (Québec).

## Histoire
Fondée en 1924 par Victor Tremblay et le chanoine Joseph-Edmond Duchesne, l’organisme obtient son statut légal en 1936. Ses locaux sont installés à ce moment au Séminaire de Chicoutimi.
Rapidement, l'organisme recueille un fonds documentaire riche comprenant des mémoires de vieillards, l'histoire des localités et des institutions de la région du Saguenay--Lac-Saint-Jean.
Lors du centenaire de l’ouverture du Saguenay-Lac-Saint-Jean en 1938, la société historique participe à l'organisation de plusieurs événements ayant pour but de célébrer la région et ses pionniers. Victor Tremblay créer alors le drapeau du Saguenay. Il explique que pour lui : « Un drapeau c’est un pays, avec ses gloires, ses beautés, ses grandeurs, son firmament, sa glèbe et ses eaux. Un drapeau c’est tout un peuple, le travail de ses hommes, le sourire de ses femmes, la candeur des enfants. Un drapeau c’est une âme, l’âme d’un pays. »
Le drapeau et ses couleurs servent alors à faire la promotion de la région. Une gamme d'articles reliés au centenaire est produite afin que tous et toutes puissent s'identifier à ces nouveaux symboles et ainsi profiter au sentiment de fierté des habitants envers la région. La société historique produit des écussons, des paquets de cigarettes, des affiches et plusieurs villages produisent leur propre style de robe aux couleurs du Saguenay.
En 1974, la Société historique du Saguenay déménage ses bureaux et ses archives dans le Pavillon Sagamie, bâtiment appartenant à l'Université du Québec à Chicoutimi. Elle s'y trouve encore aujourd'hui.
Depuis les années 1990, la Société historique du Saguenay et l'un des centres régionaux de la Bibliothèque et Archives nationales du Québec (BAnQ Saguenay) cohabitent et constituent l'un des plus grands centres d’archives du Québec.

## Ses mandats
Pour répondre aux besoins patrimoniaux du Saguenay--Lac-Saint-Jean, la Société historique du Saguenay développe deux spécialisations. La première en archéologie, la seconde en généalogie. La Société d'archéologie du Saguenay et la Société de généalogie du Saguenay sont nées de ces initiatives respectivement en 1964 et 1978.
La mission de la Société historique du Saguenay comprend la recherche, l’acquisition, le traitement et la conservation d’archives privées de l'histoire saguenéenne. Pour y arriver, elle recueille toutes formes de documents privées provenant autant des particuliers que des organismes privés.
L'organisme fonde en 1954 le Musée saguenéen et en 1975 lui fait don de 17 000 objets et artefacts. En 2002, la corporation du Musée saguenéen change de nom et déménage sur un nouveau site connu dorénavant comme la Pulperie de Chicoutimi.

## Collection
En date de décembre 2022, la Société historique du Saguenay possède plus de 1 020 mètres linéaires de documents textuels, près de 1 250 000 photographies anciennes, plus de 2800 heures d’images en mouvement et d’enregistrements sonores et près de 30 000 titres de livres, périodiques, journaux, brochures, etc. La consultation d'archives est sans frais.
La Société historique du Saguenay édite une revue d'histoire, Saguenayensia ; elle est gestionnaire du drapeau du Saguenay–Lac-Saint-Jean et propriétaire de la statue de Notre-Dame-du-Saguenay. Elle est également responsable de l'Ordre des Vingt-et-Un depuis 1983.
Une campagne de financement est organisée chaque année pour appuyer l'organisme dans l'accomplissement de sa mission : le Procès à l'ancienne.